# CSS H. L. Hunley
CSS H. L. Hunley byla miniponorka Konfederovaných států amerických nasazená do boje za americké občanské války. Během několika svých plaveb se celkem třikrát potopila, přičemž zahynulo celkem 21 členů jejích posádek. Dne 17. února 1864 podnikla svou v pořadí třetí a zároveň první bojovou plavbu. Během ní potopila unionistickou šroubovou šalupu USS Housatonic, což byl první úspěšný ponorkový útok v historii. Samotná Hunley se při akci také potopila a celá její posádka zahynula. Vrak byl nalezen až roku 1995. Roku 2000 byl vyzvednut a vystaven ve Warren Lasch Conservation Center v North Charlestonu ve státě Jižní Karolína.

## Vznik

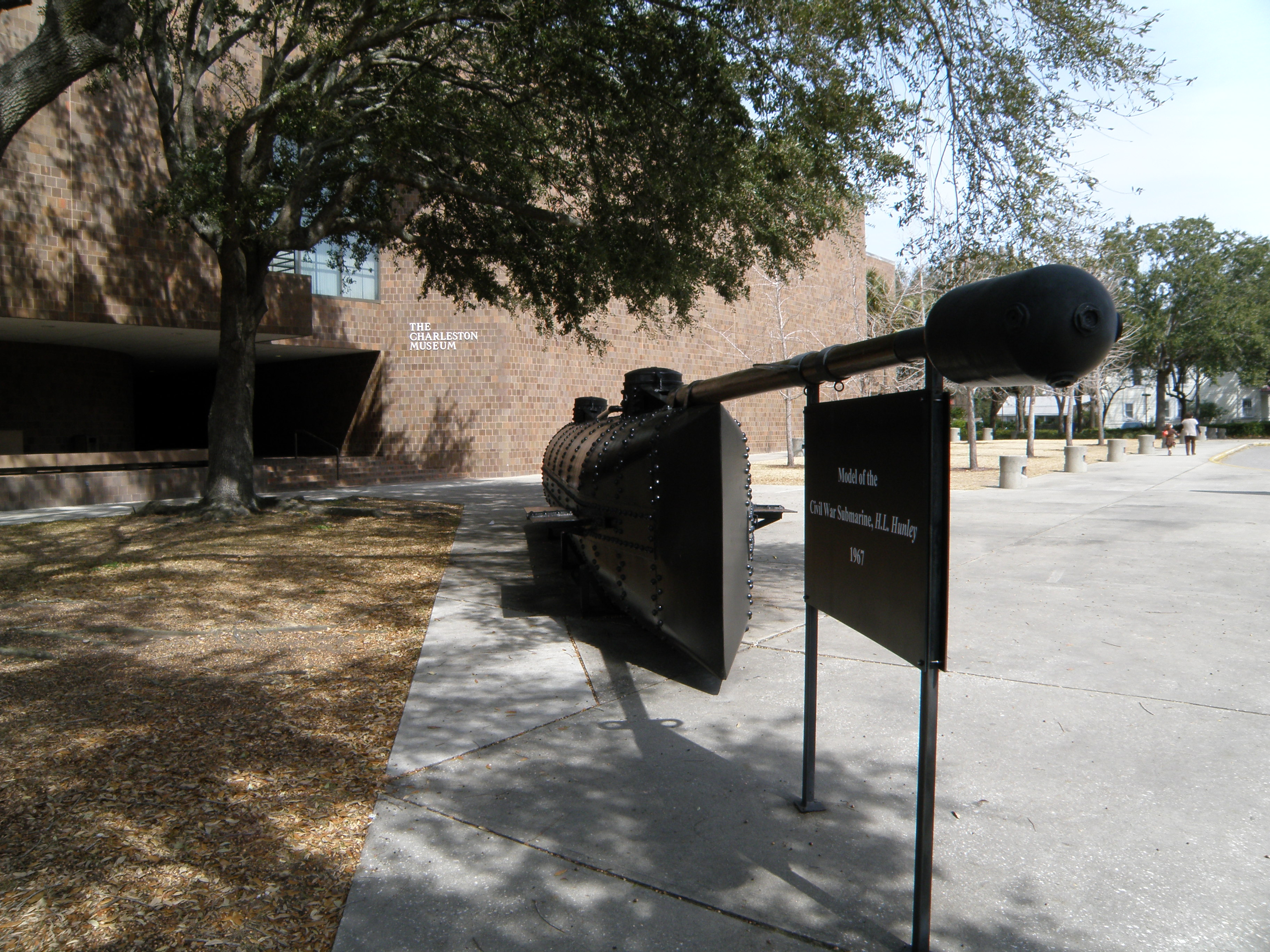
Moderní replika Hunley. Dobře je patrná tyč s náloží na přídi.

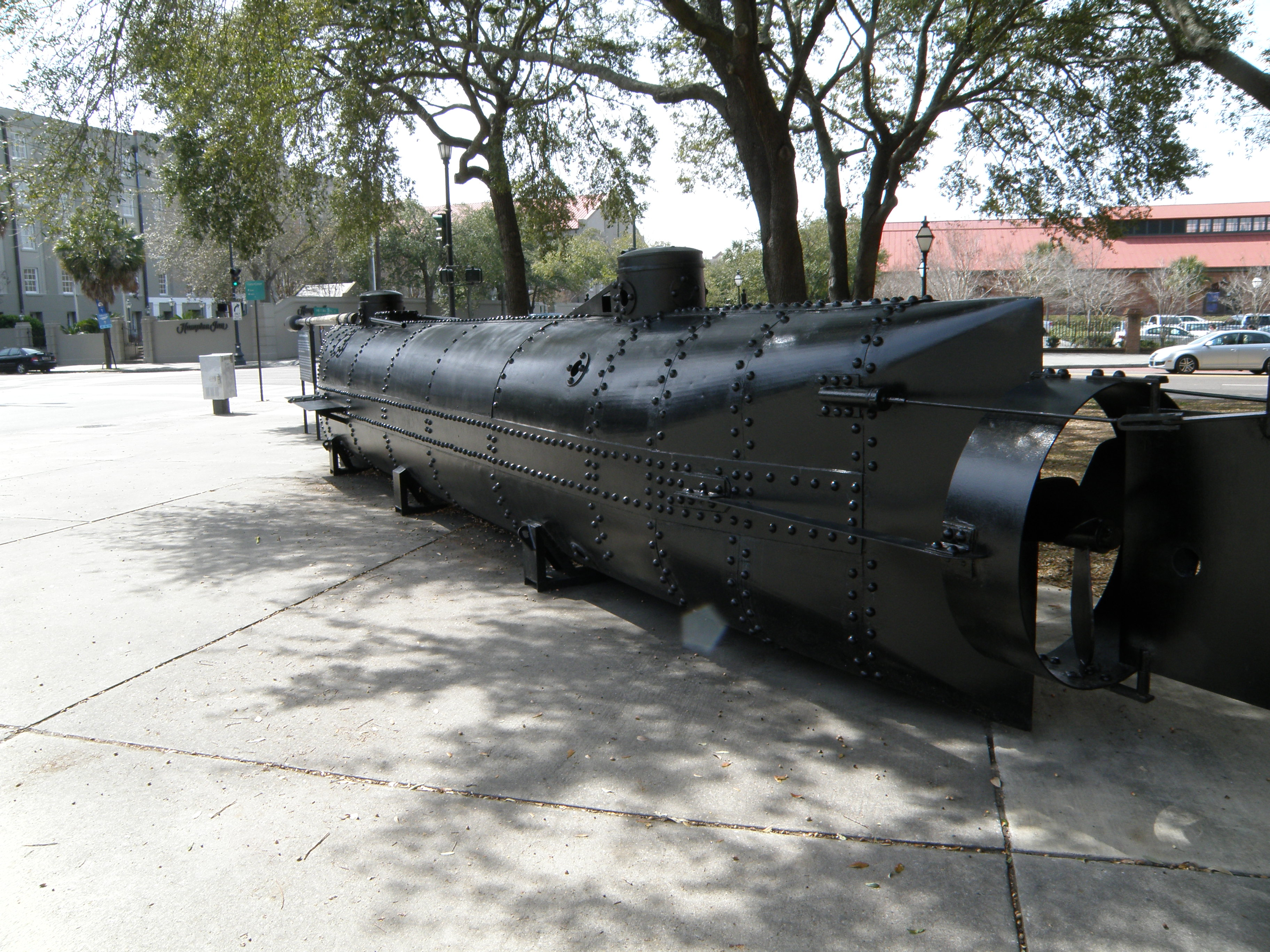
Pohled na záď moderní repliky Hunley

Během americké občanské války situaci Konfederace významně ztěžovala námořní blokáda prováděná unionistickým námořnictvem. O narušení této blokády se rozhodl pokusit obchodník a právník Horace Lawson Hunley, který v New Orleansu spojil síly s inženýry Jamesem McClintockem a Baxterem Watsonem, kteří od roku 1861 vyvíjeli třímístnou ponorku. Společně roku 1862 postavili a měsíc testovali miniponorku Pioneer. Když se k městu přiblížila unionistická vojska, Pioneer musel být zničen, aby nedošlo k jeho ukořistění.
Trojice vynálezců uprchla do Mobile v Alabamě, kde v dílnách společnosti Park & Lyons postavila svou druhou ponorku American Diver. Protože neuspěli při vývoji vhodného elektrického nebo parního pohonu, ponorka byla poháněna ručně. Zkoušky miniponorky American Diver začaly v polovině ledna 1863. Zjistilo se při nich, že pro bojové nasazení má ponorka příliš malou rychlost. V únoru 1863 se ji pokusili odvléct k pevnosti Fort Morgan, odkud se měla pokusit o bojovou plavbu. Místo toho se v rozbouřeném moři potopila i s celou posádkou. McClintock, Watson a Hunley se nenechali odradit, získali prostředky a v polovině roku 1863 v dílnách Park & Lyons v Mobile postavili další ponorku, která byla pojmenována H. L. Hunley.

## Konstrukce
Osmičlenná posádka ručně poháněla lodní šroub v zádi. Nejprve byla ponorka vyzbrojena vlečným torpédem. Na své poslední misi ale nesla asi šedesátikilovou prachovou nálož s kontaktním zapalovačem umístěnou před přídí na sedmimetrovém bidle, přichyceném k trupu měděnými úchyty – takzvané tyčové torpédo. Nálož byla iniciována nárazem do cíle.

## Služba
Hunley měla být původně vyzbrojena vlečným torpédem. V červenci 1863 ponorka posloužila k předvedení takového útoku představitelům ozbrojených sil. Ponorka proplula pod zakotvenou vyřazenou nákladní lodí a jí vlečená nálož plavidlo potopila. Úspěšná demonstrace vedla k tomu, že ponorka byla brzy po železnici odeslána do Charlestonu k bojovému nasazení.
Poté, co ponorka dorazila 12. srpna 1863 do Charlestonu, začala ji McClintockem vedená posádka testovat v přilehlých vodách. Konfederační orgány však byly nespokojeny s jeho přístupem a ponorku převzala posádka vedená Johnem Paynem z obrněnce CSS Chicora. Dne 29. srpna 1863 se Hunley potopila během příprav k vyplutí na bojovou plavbu. Příčiny nejsou zcela jasné, uvádí se, že za to mohla špatně ukotvená vedlejší loď, popř. voda rozvlněná blízko propluvší lodí, která vnikla dovnitř otevřenými poklopy. Jisté je, že na palubě Hunley zemřelo pět z osmi členů posádky. Ponorka byla vyzvednuta za několik týdnů, přičemž H. L. Hunley si vynutil její navrácení.
Znovu ponorka vyplula 15. října 1863 pod osobním velením H. L. Hunleyho, který měl v úmyslu podplout v přístavu zakotvenou loď CSS Indian Chief a vynořit se na druhé straně. Ponorka se však nevynořila a nalézt se ji podařilo až 7. listopadu 1863. Všichni na palubě zemřeli.

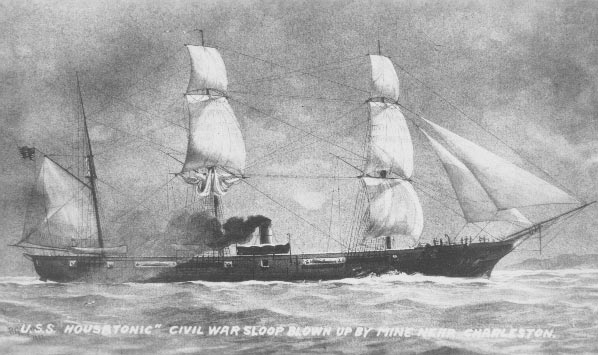
USS Housatonic

Hunley byla podruhé vyzvednuta, nad jejími možnostmi však panovaly rozpaky a její další osud byl nejistý. Unionisté se navíc dověděli o její existenci a provedli určitá protiponorková opatření. Nakonec bylo rozhodnuto Hunley upravit (např. náhrada vlečeného torpéda tyčovým) a nasadit s posádkou složenou z dobrovolníků, nesměla se však zcela ponořit, protože to bylo považováno za příliš riskantní. Nové dobrovolnické posádce velel George Dixon.
Večer 17. února 1864 ponorka vyplula na svou poslední bojovou plavbu. Za cíl si vybrala americkou šroubovou šalupu USS Housatonic kotvící v rámci blokády před Charlestonem. Posádka Housatonicu sice zahlédla věžičky přibližující se ponorky, střelba z ručních zbraní se však minula účinkem. Hunley narazila do boku šalupy. Výbuch prorazil trup pod čarou ponoru a plavidlo se během pěti minut potopilo se ztrátou pěti životů (ze 155 členů posádky). Miniponorka Hunley se z plavby nevrátila a zůstala dalších 136 let nezvěstná.

## Nález vraku

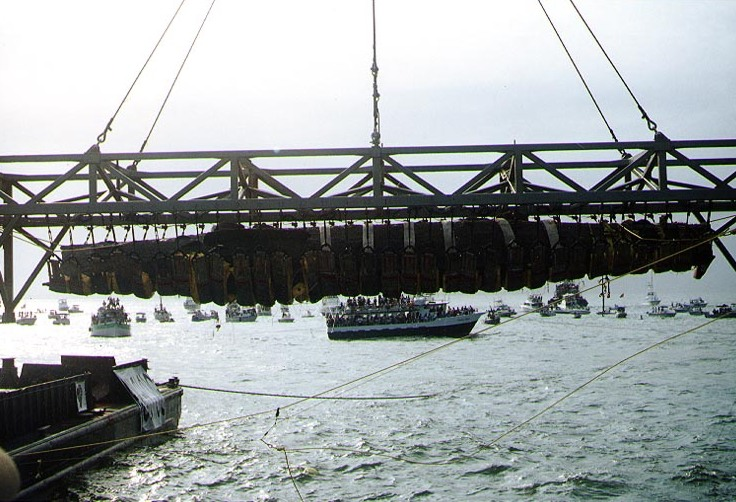
Vyzvednutí vraku CSS H. L. Hunley

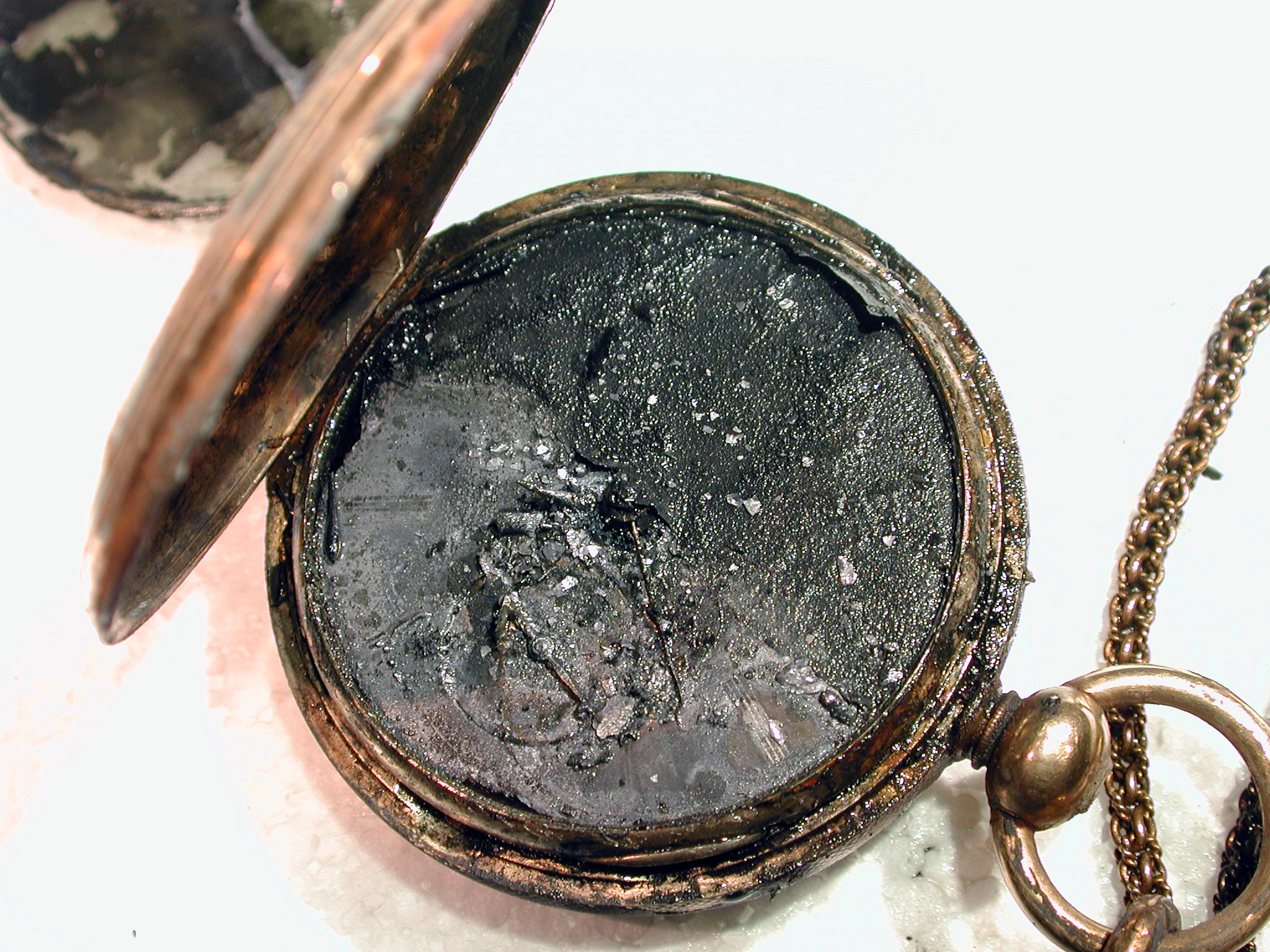
Uvnitř vraku nalezené hodinky jejího velitele George Dixona

Pátrání po vraku ponorky bylo dlouho neúspěšné. Úspěšný byl teprve Clive Cussler, zakladatel společnosti pro hledání vraků slavných lodí National Underwater and Marine Agency (NUMA). Dne 3. května 1995 se mu na první pokus podařilo pomocí magnetometru lokalizovat vrak Hunley, spočívající několik desítek centimetrů pod nánosem sedimentů na dně asi 7 kilometrů od Sullivanova ostrova. Ponorka klesla na dno asi 300 metrů od své oběti.
Po náročných přípravách se vrak podařilo dne 8. srpna 2000 vyzvednout. Uvnitř byly ostatky celé posádky a řada dobových předmětů, včetně zlaté mince. Ostatky posádky miniponorky Hunley byly slavnostně pohřbeny dne 17. dubna 2004 na charlestonském hřbitově Magnolia Cemetery.
Okolnosti potopení ponorky zůstaly dlouho nejasné. Vzniklo několik různých teorií, například že se ponorka mohla při úniku srazit s jinou lodí. Roku 2017 média informovala o výzkumu Duke University, dle kterého byla posádka s největší pravděpodobností smrtelně zraněna tlakovou vlnou způsobenou výbuchem vlastní nálože (výbuch způsobil fatální poškození mozku a plic).

## Výskyt v kultuře
Režisér John Gray roku 1999 natočil film The Hunley.